# Jaufré Rudel

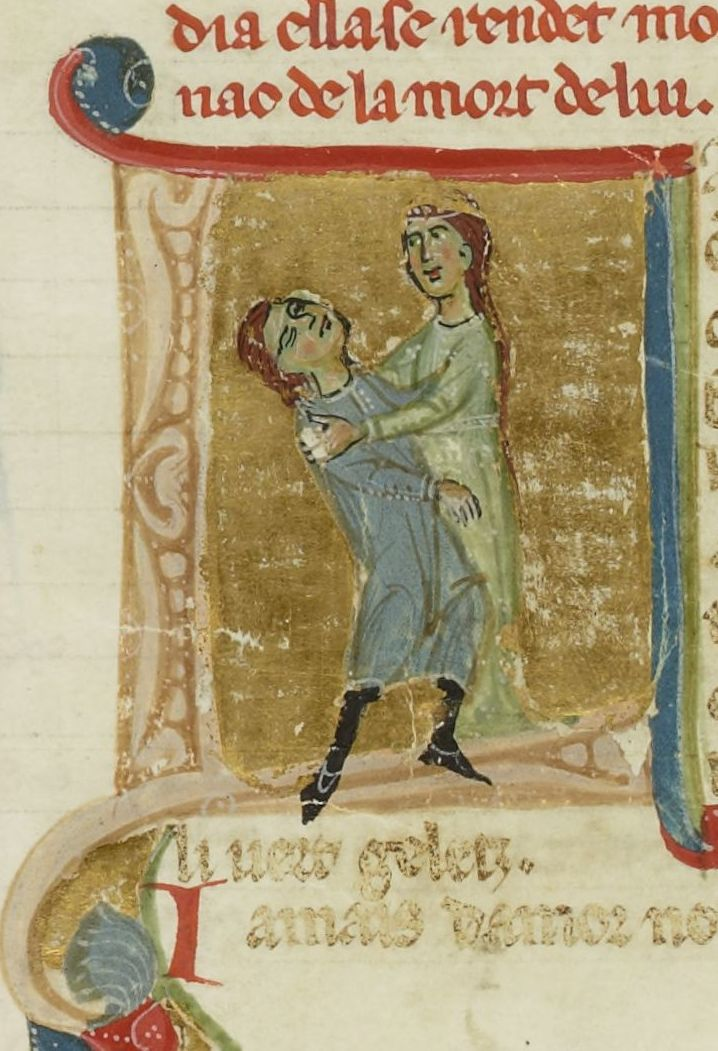
Jaufré Rudel moribundo nos braços da condessa de Trípoli. Manuscrito 854, Biblioteca Nacional da França.

Jaufré Rudel foi um trovador occitano e príncipe de Blaye, cujo período de atividade se estendeu de 1130 a 1148, ano em que teria falecido durante a Segunda Cruzada. Ele é o criador do tema Amor de Lonh (Amor de Longe) na poética trovadoresca.

## Vida
Há poucos registros de sua vida, e o poeta sequer consta em alguma carta ou escritura. Jaufré Rudel, contudo, certamente foi titular de Blaye; ele deve, portanto, ser considerado o irmão mais velho de Gerard II, e este último, que só é mencionado a partir de 1160, só se tornou senhor de Blaye após a morte de seu irmão, ocorrida em 1148.
Embora os senhores de Blaye, como descendentes do conde de Angolema, ostentassem naturalmente o título de visconde, eram comumente designados como "senhores" ou "príncipes" por convenção. O povo dessa região falava uma língua parecida, mas distinta do provençal. Jaufré escrevia no idioma que chamava de plana lengua romana (língua plana romana), que é a língua padrão dos trovadores.
O trovador Marcabru dedica seu poema Cortesamen vuoill comenssar, de 1147, a um 'Jaufré Rudel em Ultramar'. Os versos finais da composição claramente aludem à partida do príncipe-trovador para a Terra Santa durante a Segunda Cruzada.

## Lenda
Um século depois, sua vida foi romantizada em diversos manuscritos. Sua vida, uma curta prosa biográfica antes dos poemas, conta a lendária história de sua morte:
"Jaufres Rudels de Blaia si fo molt gentils hom, princeps de Blaia; et enamoret se de la comtessa de Tripol e per voluntat de lieis vezer, el se crozet, e mes se en mar per anar lieis vezer. [...]"
A lenda conta que Jaufré se apaixonou pela condessa de Trípoli, possivelmente Hodierna, ao escutar rumores de suas virtudes por meio de peregrinos. Ele se tornou trovador e decidiu partir em cruzada apenas para encontrá-la. O poeta, entretanto, adoeceu durante a viagem e chegou em estado moribundo à costa de Trípoli. Apesar disso, foi levado a uma hospedaria, já quase sem vida. A condessa foi informada de sua chegada e veio até seu leito, tomando-o em seus braços. Ele, ao reconhecê-la, soube que ela era a mulher de quem tanto ouvira falar. Jaufré morreu nos braços da condessa, e Hodierna tornou-se freira depois da morte de seu admirador.
A base para essa narrativa encontra-se em seu poema Lanquan li jorn son lonc en may. Entretanto, os próprios versos de Jaufré Rudel revelam que sua motivação para partir era essencialmente religiosa, o que contrasta com a versão romantizada de sua história.

## Poética

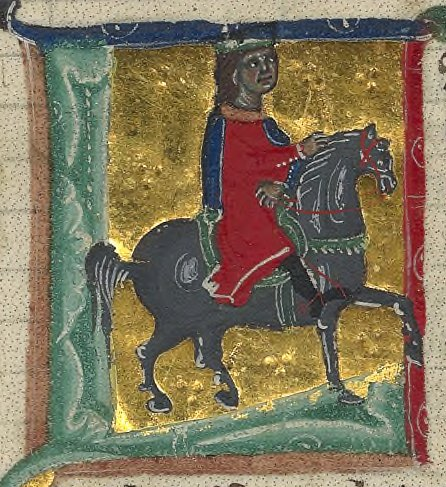
Jaufré Rudel no manuscrito 12473, fólio 107.

São seis ou sete poemas preservados, cinco de autoria certa. Suas estrofes são curtas e simples, e seu metro favorito era o octossílabo. Com exceção de qui non sap esser chantaire, seus poemas não possuíam alternância métrica, tornando-os simples e mais casuais.
Jaufré, entretanto, possuía um grande engenho no uso das palavras. Em lanquan li jorn son lonc, a repetição da palavra "lonh" (longe) cria a ligação do Amor com a distância. Abusando da instabilidade sentimental, no mesmo poema, a ligação de seu sofrimento amoroso intensifica com a dicotomia de amar e não ser amado.
Em Quan lo rius de la fontana, o poeta faz a mesma ligação do amor com a distância, mas concede especial atenção à estrutura das rimas. Ao invés de repetir o esquema, Jaufré embaralha as rimas uníssonas a cada estrofe. Portanto, o que começa como "abcdace" se torna "cdabcae" ao passar das estrofes.
Quanto às rimas, é notável a preferência pelas rimas masculinas. Ele não evita, como fariam seus sucessores (pelo menos os mais meticulosos), a repetição da mesma palavra como rima - pelo contrário, esse recurso é extremamente frequente em sua obra. Não há busca por palavras raras ou expressões originais (exceto talvez no poema Quan lo rius de la fontana, que apresenta as inovações supracitadas). O vocabulário é limitado, com repetição frequente das mesmas palavras e fórmulas. As licenças poéticas que o autor mais se permite são de antíteses e aliterações. São precisamente essas 'imperfeições' formais que o biógrafo de Rudel parece referir quando menciona, com certa dose de desdém, seus pobres versos (paubres motz).

## Composições
A lista de poemas a seguir foi esquematizada por Alfred Jeanroy:
- Quan lo rossinhol el follos;
- Quan lo rius de la fontana;
- Pro ai del chan essenhadors;
- Belhs m'es l'estius e·l temps floritz;
- Lanquan li jorn son lonc en may;
- No sap chantar qui so non di;
- Qui non sap esser chantaire.